# Anke Mai
Anke Mai (geboren am 21. Dezember 1965 in Karlsruhe) ist eine deutsche Hörfunkjournalistin und beim Südwestrundfunk (SWR) Programmdirektorin für Kultur, Wissen und Junge Formate.

## Berufsweg
Anke Mai studierte Neuere Deutsche Literatur, Amerikanische Kulturgeschichte und Kommunikationswissenschaften an der Ludwig-Maximilians-Universität München und schloss 1990 mit Magistra Artium ab. Anschließend begann sie, als Journalistin zu arbeiten. Zwischen 1993 und 2003 hat sie als Korrespondentin im ARD-Studio Osteuropa über die Kriege im früheren Jugoslawien berichtet. 1997 übernahm sie bis 2003 die Leitung des Studios. 2003 wechselte Anke Mai als Korrespondentin nach Berlin ins ARD-Hauptstadtstudio. 
2007 wechselte sie zum Bayerischen Rundfunk nach München. Von 2007 bis 2016 leitete sie die zentrale Planung und Koordination des Hörfunks beim Bayerischen Rundfunk. 2016 übernahm sie die Leitung des trimedialen Programmbereichs Kultur und Gesellschaft beim Bayerischen Rundfunks, der medienübergreifend aufgestellt ist und zu dem u. a. Formate wie quer gehören.
2020 wechselte sie zum Südwestrundfunk. Seitdem ist sie Programmdirektorin Kultur, Wissen und Junge Formate und in dieser Funktion Mitglied der Geschäftsleitung des SWR.

## Auszeichnungen
Für ihre journalistische Arbeit wurde Anke Mai mehrfach ausgezeichnet. Sie erhielt im März 1995 den mit 5.000 DM dotierten Kurt-Magnus-Preis zur Förderung des Nachwuchses im Hörfunk. Für die Berichterstattung zum Jugoslawienkrieg wurde sie 2000 gemeinsam mit dem Team des ARD-Hörfunkstudio Osteuropa mit dem Robert-Geisendörfer-Preis ausgezeichnet.

## Ehrenämter
Anke Mai ist seit 2020 1. Vorsitzende des SWR-Experimentalstudio e.V. in Freiburg, das sich die kreative Synthese von Musik und Technik zur Aufgabe gemacht hat und als eines der weltweit führenden Studios für elektronische und live-elektronische Musik gilt. Zudem steht sie in ihrer Funktion als Programmdirektorin Kultur den Schwetzinger SWR-Festspielen vor.